# Xã Dalton, Quận Wayne, Indiana
Xã Dalton (tiếng Anh: Dalton Township) là một xã thuộc quận Wayne, tiểu bang Indiana, Hoa Kỳ. Năm 2010, dân số của xã này là 566 người.